# Les Chères
Les Chères è un comune francese di 1 364 abitanti situato nel dipartimento del Rodano della regione Alvernia-Rodano-Alpi.
Il suo territorio è bagnato dalle acque del fiume Azergues.

## Società

### Evoluzione demografica
Abitanti censiti